# Championnats du monde de ski acrobatique 2007
La 11e édition des Championnats du monde de ski acrobatique se déroule à Madonna di Campiglio en Italie entre le 5 et le 11 mars 2007.

## Palmarès

### Hommes
| Épreuves                      | Or                        | Argent             | Bronze             |
| ----------------------------- | ------------------------- | ------------------ | ------------------ |
| 6 mars : Cross                | Tomáš Kraus               | Stanley Hayer      | Enak Gavaggio      |
| 7 mars : Half pipe            | Annulé                    | Annulé             | Annulé             |
| 9 mars : Bosses               | Pierre-Alexandre Rousseau | Dale Begg-Smith    | Nathan Roberts     |
| 10 mars : Bosses en parallèle | Dale Begg-Smith           | Guilbaut Colas     | Ruslan Sharifullin |
| 10 mars : Saut                | Han Xiaopeng              | Dmitri Dashchinsky | Steve Omischl      |

### Femmes
| Épreuves                      | Or              | Argent            | Bronze             |
| ----------------------------- | --------------- | ----------------- | ------------------ |
| 6 mars : Cross                | Ophélie David   | Méryll Boulangeat | Alexandra Grauvogl |
| 7 mars : Half pipe            | Annulé          | Annulé            | Annulé             |
| 9 mars : Bosses               | Kristi Richards | Jennifer Heil     | Deborah Scanzio    |
| 10 mars : Bosses en parallèle | Jennifer Heil   | Shannon Bahrke    | Margarita Marbler  |
| 10 mars : Saut                | Li Nina         | Assoli Slivets    | Jacqui Cooper      |

## Tableau des médailles
| Rang | Nation             | Or | Argent | Bronze | Total |
| ---- | ------------------ | -- | ------ | ------ | ----- |
| 1    | Canada             | 3  | 1      | 1      | 5     |
| 2    | Chine              | 2  | 0      | 0      | 2     |
| 3    | France             | 1  | 2      | 1      | 4     |
| 4    | Australie          | 1  | 1      | 1      | 3     |
| 5    | République tchèque | 1  | 1      | 0      | 2     |
| 6    | Biélorussie        | 0  | 2      | 0      | 2     |
| 7    | États-Unis         | 0  | 1      | 1      | 2     |
| 8    | Allemagne          | 0  | 0      | 1      | 1     |
| -    | Autriche           | 0  | 0      | 1      | 1     |
| -    | Italie             | 0  | 0      | 1      | 1     |
| -    | Russie             | 0  | 0      | 1      | 1     |